# (72700) 2001 FC77
(72700) 2001 FC77 – planetoida z pasa głównego asteroid okrążająca Słońce w ciągu 4,53 lat w średniej odległości 2,73 j.a. Odkryta 19 marca 2001 roku.